# Operace Orangemoody

Diagram přibližující těsnou spolupráci loutkových účtů v rámci operace Orangemoody. Žluté kruhy představují IP adresy, zelené kruhy účty.

Dne 31. srpna 2015 bylo na anglické Wikipedii odhaleno 381 loutkových účtů, které spolu spolupracovaly v rámci jedné skupiny. První účet, který byl objeven nesl název Orangemoody, od toho se odvíjí i název celé aféry, operace Orangemoody. Účastníci této skupiny se zaměřovali především na menší a střední firmy, ale i jednotlivce, kteří si sami založili nepříliš kvalitní článek o své firmě nebo o sobě na anglické Wikipedii. Účastníci nejdříve počkali, až bude nekvalitní článek editory Wikipedie smazán, někdy se i proces smazání článku pokoušeli urychlit. Poté byl majitel firmy nebo jednotlivec účastníky kontaktován, přičemž se účastníci vydávali za zkušené editory Wikipedie, kteří za poplatek článek založí znovu, a za další poplatky budou článek udržovat a chránit před dalšími editacemi, které by mohly firmě nebo jednotlivci poškodit jméno. Všechny účty, které se účastnily Operace Orangemoody byly zablokovány, protože porušovaly pravidla Wikipedie a dopustily se podvodu a vydírání. Mezi vydíranými jednotlivci byl například i kubánský hudebník Dayramir González.
Operace Orangemoody byla největší aférou spojenou se střetem zájmů na anglické Wikipedii, překonala dokonce i aféru s firmou Wiki-PR z roku 2013, kdy bylo zablokováno 250 loutkových účtů. Případ zaznamenala řada anglickojazyčných i jiných médií, jako například Komsomolskaja Pravda, Le Temps, Le Monde a Die Zeit.
Identita lidí, kteří za operací Orangemoody stáli, není dodnes známá.